# Коминтерн (Оренбургская область)
Коминтерн — посёлок в Кваркенском районе Оренбургской области. Административный центр Коминтерновского сельсовета.

## История
В 1966 г. Указом Президиума ВС РСФСР поселок центральной усадьбы совхоза «Кульминский» переименован в Коминтерн.

## Население
| 2010 |
| ---- |
| 655  |